# Anapa
Anapa (en russe : Анапа) est une ville du kraï de Krasnodar, en Russie, et le centre administratif du raïon d'Anapa. Sa population s'élevait à 88 879 habitants en 2020.

## Géographie

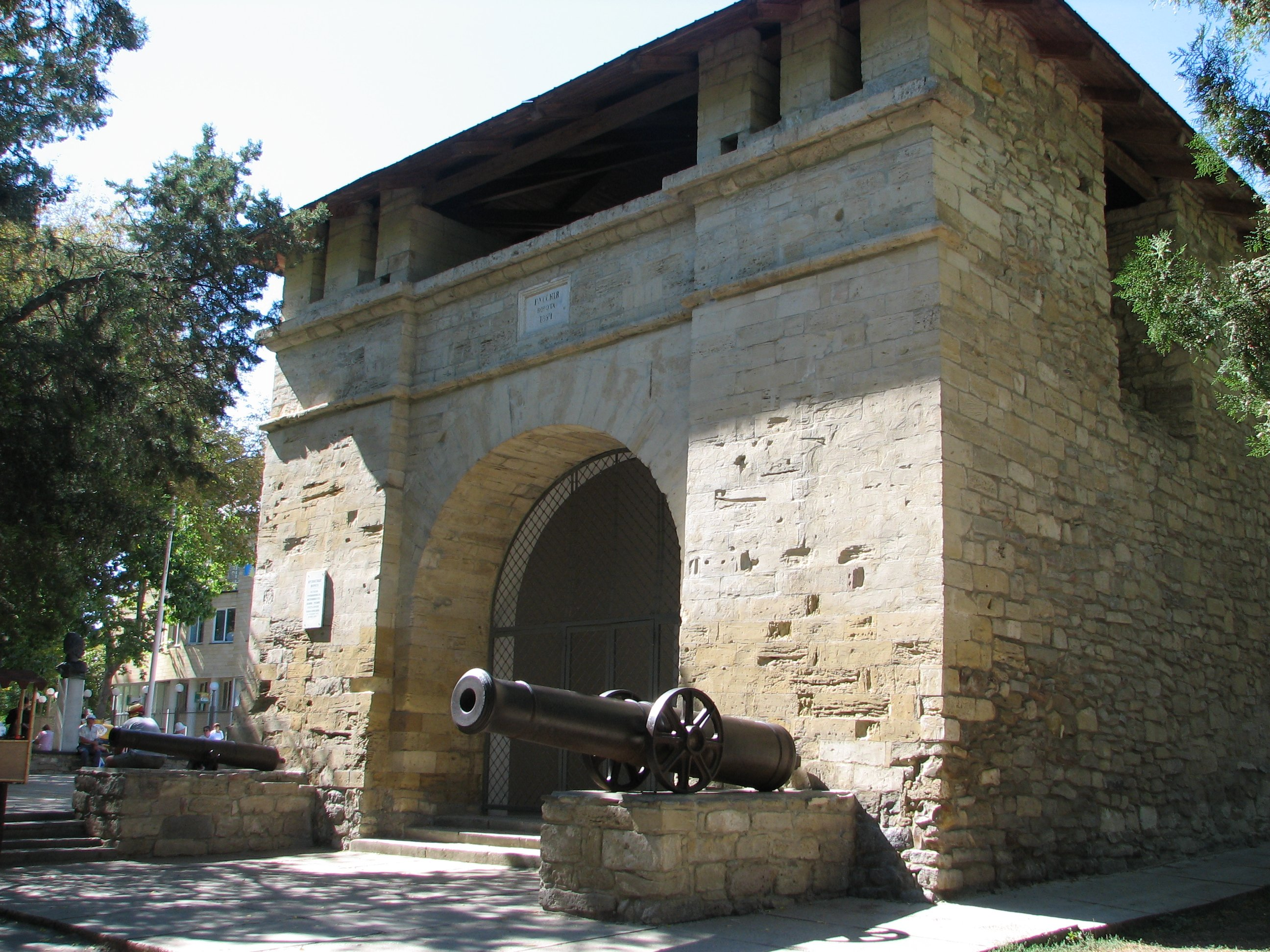
Vestige du fort ottoman construit en 1783, appelé la Porte Russe en souvenir des vingt-cinq ans de la libération de la ville du joug ottoman en 1828

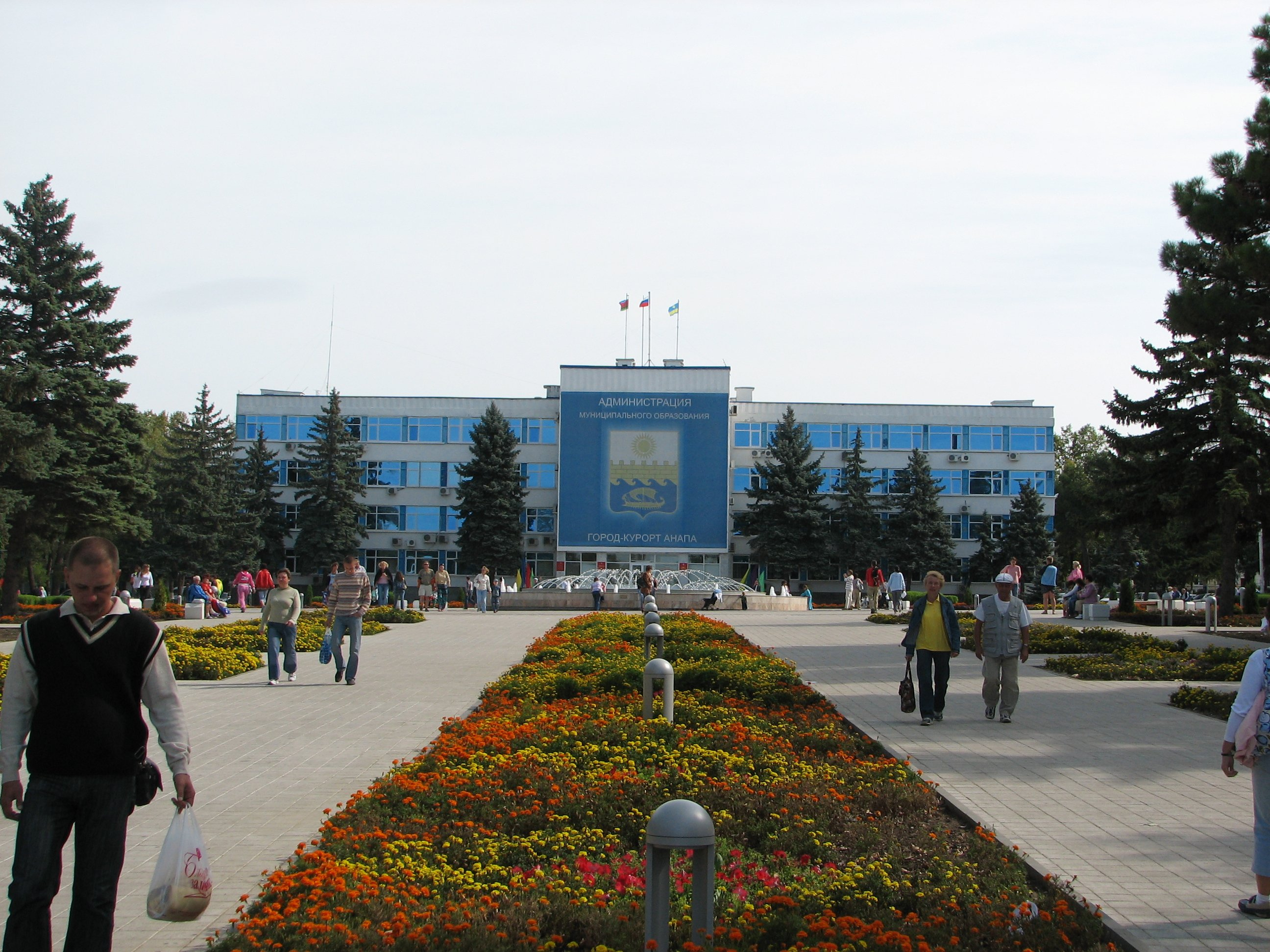
Hôtel de ville et administration de la ville en 2007

Anapa est une station balnéaire populaire sur la rive nord de la mer Noire, près de la mer d'Azov. Elle est située à 40,5 km au nord-ouest de Novorossiïsk, à 132 km à l'ouest de Krasnodar et à 1 208 km au sud de Moscou.

### Climat
| Mois                                        | jan.       | fév.     | mars       | avril     | mai       | juin      | jui.      | août      | sep.      | oct.      | nov.       | déc.       | année      |
| ------------------------------------------- | ---------- | -------- | ---------- | --------- | --------- | --------- | --------- | --------- | --------- | --------- | ---------- | ---------- | ---------- |
| Température minimale moyenne (°C)           | 0,2        | 0,4      | 3,6        | 7,9       | 13,1      | 17,9      | 20,3      | 20,1      | 15,2      | 10,4      | 5,2        | 2          | 9,7        |
| Température moyenne (°C)                    | 2,9        | 3,2      | 6,4        | 11        | 16,2      | 21,3      | 24,4      | 24,5      | 19,5      | 14        | 8,3        | 4,8        | 13         |
| Température maximale moyenne (°C)           | 6,2        | 6,7      | 9,8        | 15        | 20,1      | 25,2      | 28,7      | 29,2      | 23,9      | 18,1      | 12,1       | 8,1        | 16,9       |
| Record de froid (°C) date du record         | −23,9 2006 | −20 2012 | −13,2 1985 | −5,1 2004 | 0,7 1986  | 7,6 1963  | 11,1 1977 | 8,5 1966  | 2 1986    | −6,3 1977 | −12,2 1993 | −18,9 1997 | −23,9 2006 |
| Record de chaleur (°C) date du record       | 17,7 1960  | 21 1973  | 24,5 1962  | 29,2 2012 | 31,1 1979 | 36,3 2016 | 38 2007   | 38,2 2010 | 32,9 2010 | 35,6 1999 | 27,1 1967  | 22,3 2014  | 38,2 2010  |
| Ensoleillement (h)                          | 72,9       | 97,1     | 148,8      | 191       | 272,3     | 310,1     | 339,9     | 319,1     | 251,7     | 191,5     | 102,9      | 58,6       | 2 355,9    |
| Précipitations (mm)                         | 60         | 47       | 51         | 38        | 40        | 41        | 34        | 34        | 55        | 53        | 50         | 62         | 565        |
| Record de pluie en 24 h (mm) date du record | 42 2002    | 34 1981  | 30 2017    | 60 1973   | 67 1996   | 84 2021   | 104 2017  | 153 2021  | 90 2016   | 116 2014  | 37 1981    | 72 1969    | 153 2021   |
| Nombre de jours avec précipitations         | 13         | 12       | 13         | 13        | 11        | 9         | 7         | 6         | 9         | 10        | 13         | 14         | 130        |
| Humidité relative (%)                       | 81         | 78       | 77         | 77        | 77        | 78        | 71        | 69        | 72        | 75        | 79         | 81         | 76         |
| Nombre de jours avec neige                  | 6          | 6        | 4          | 0,2       | 0         | 0         | 0         | 0         | 0         | 0,2       | 2          | 5          | 23         |
| Nombre de jours d'orage                     | 0,2        | 0,2      | 0,1        | 0,4       | 2         | 4         | 4         | 3         | 3         | 1         | 1          | 0,2        | 19         |
| Nombre de jours avec brouillard             | 1          | 1        | 1          | 2         | 2         | 1         | 0,1       | 0,1       | 0,4       | 1         | 1          | 1          | 12         |

| Diagramme climatique                                  |          |          |         |            |            |            |            |            |            |           |        |
| J                                                     | F        | M        | A       | M          | J          | J          | A          | S          | O          | N         | D      |
| 6,20,260                                              | 6,70,447 | 9,83,651 | 157,938 | 20,113,140 | 25,217,941 | 28,720,334 | 29,220,134 | 23,915,255 | 18,110,453 | 12,15,250 | 8,1262 |
| Moyennes : • Temp. maxi et mini °C • Précipitation mm |          |          |         |            |            |            |            |            |            |           |        |

## Histoire
La région d'Anapa a été colonisée dans l'Antiquité. Ce fut d'abord un grand port, Sinda. La colonie de Gorgippia fut construite sur le site de Sinda au VIe siècle av. J.-C. par les Grecs pontiques, qui lui donnèrent au cours du IVe siècle av. J.-C. le nom d'un roi du Bosphore, Gorgippos. Au IIe et au IIIe siècle av. J.-C., Gorgippia prospéra, de même que sa guilde des armateurs qui monopolisait le commerce maritime de la partie orientale de la mer Noire. Une belle statue de Néoklès (potentat local, fils de Herodoros) a été mise au jour par des archéologues russes et est maintenant exposée au Musée russe de Saint-Pétersbourg. Gorgippia fut habitée jusqu'au troisième siècle de notre ère, et fut alors envahie par des tribus nomades. Ces tribus, sans doute d'origine circassienne ou adyghéenne, donnèrent son nom actuel à Anapa.
Au XIVe siècle, elle fut colonisée par la république de Gênes, qui la renomma Mapa, puis conquise par les Turcs ottomans en 1475. Ils y achevèrent la construction d'une forteresse en 1781. La forteresse fut attaquée à trois reprises par l'Empire russe et finalement conquise lors de son dernier siège, en 1829. Elle fut attribuée à la Russie par le traité d'Andrinople. Elle est incluse dans l'okroug de la mer Noire de l'oblast du Kouban et obtient le statut de ville en 1846. Elle est occupée par les Ottomans pendant la guerre de Crimée entre 1853 et 1856. Elle fait partie du gouvernement de la mer Noire en 1896. Elizaveta Pilenko (connue sous le nom de mère Marie en France), qui sera canonisée en 2004 par l'Église orthodoxe, fut quelque temps maire-adjoint de la ville sous la Révolution russe. La ville appartient à l'oblast de la Mer Noire en 1920, dont le nom est changé en kraï de Krasnodar en 1937. Pendant la Seconde Guerre mondiale, la ville est occupée du 30 août 1942 au 22 septembre 1943 par l'armée allemande et des troupes roumaines et totalement dévastée.

## Population
Recensements ou estimations de la population
| 1897* | 1926*  | 1939*  | 1959*  | 1970*  | 1979*  |
| ----- | ------ | ------ | ------ | ------ | ------ |
| 6 944 | 13 264 | 17 306 | 19 602 | 29 900 | 40 119 |

| 1989*  | 2002*  | 2010*  | 2012   | 2013   | 2014   |
| ------ | ------ | ------ | ------ | ------ | ------ |
| 54 976 | 53 493 | 58 990 | 61 555 | 63 693 | 66 776 |

| 2015   | 2016   | 2017   | 2018   | 2019   | 2020   |
| ------ | ------ | ------ | ------ | ------ | ------ |
| 70 453 | 73 410 | 75 375 | 75 865 | 81 447 | 88 879 |

La majorité de la population est d'origine russe avec des minorités ukrainienne et arménienne. Il existe quelques communautés grecques pontiques, adyguéennes et caucasiennes.

## Tourisme
À l'instar des autres stations balnéaires du littoral de la mer Noire, Anapa bénéficie d'un climat ensoleillé. Elle possède de belles plages, généralement sablonneuses, dont la plus longue d'Europe, celle de Djémété. Anapa attire deux millions de vacanciers par an, en majorité des Russes. En raison de sa mauvaise accessibilité depuis l'Europe occidentale et de ses infrastructures, elle n'attire que peu d'Occidentaux. Mais elle demeure une option attrayante et peu coûteuse pour les touristes russes. Les Jeux olympiques d'hiver de 2014 à Sotchi lui ont permis d'améliorer ses capacités d'accueil.

## Transports

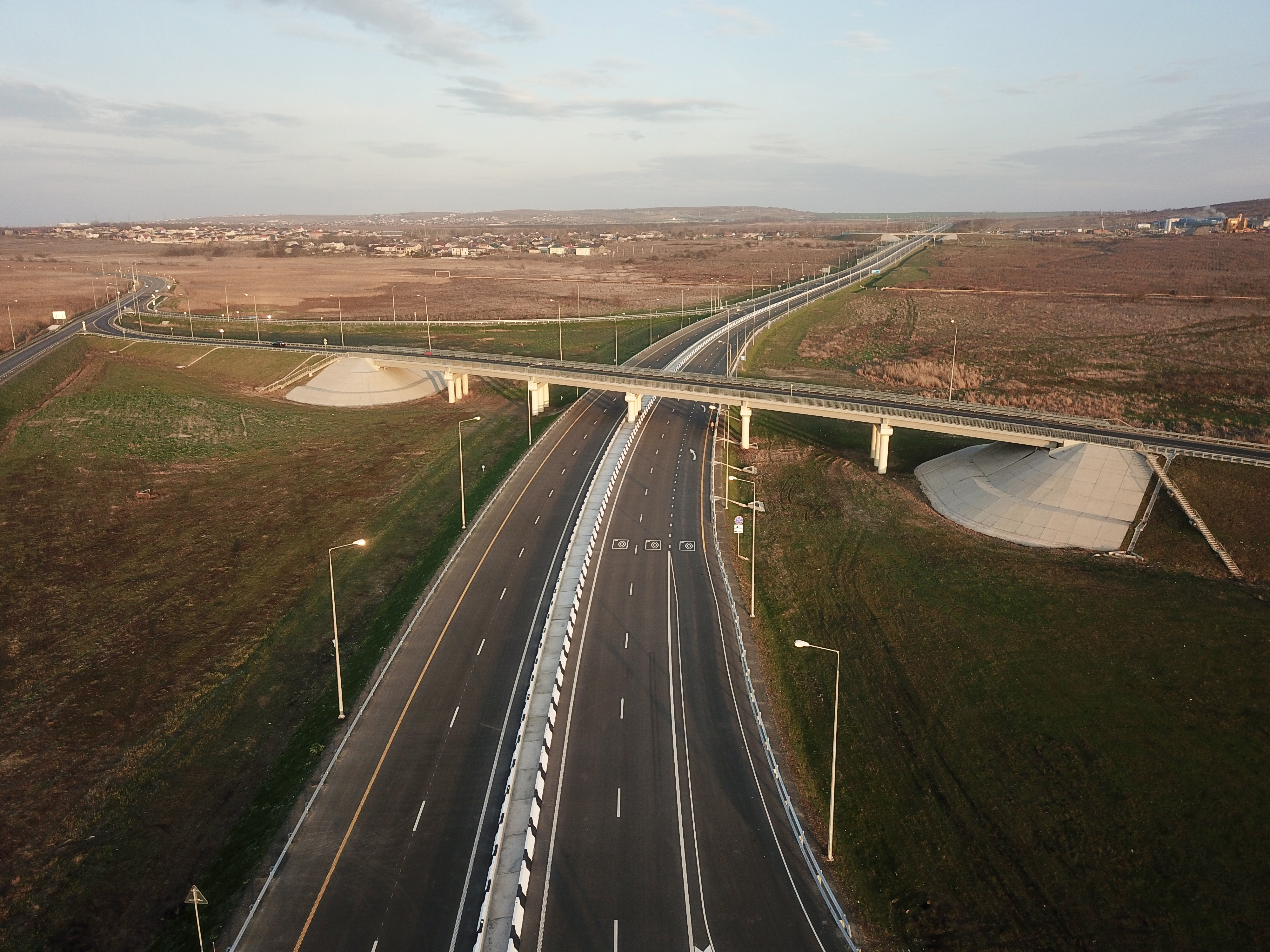
Autoroute contournant Anapa.

Anapa possède un aéroport et une gare ferroviaire moderne. Depuis début 2022, un contournement autoroutier appartenant à la route fédérale A-290 est apparue. C'est un important centre de transit pour les gazoducs Serbian stream et Turkish Stream.

## Religion
La ville d'Anapa est en grande majorité orthodoxe, mais il existe une petite paroisse catholique consacrée à sainte Hedwige. Les deux églises orthodoxes principales de la ville sont l'église Saint-Onuphre et l'église Saint-Séraphin-de-Sarov.

## Jumelages
- Riccione (Italie)
- Novy Ourengoï (Russie)